# 维尔日尼
维尔日尼（法語：Virginy，法語發音：[viʁʒini]）是法国马恩省的一个市镇，位于该省东北部，属于香槟沙隆区。

## 地理
维尔日尼（49°10'33"N, 4°45'37"E）面积12.28 平方千米，位于法国大東部大區马恩省，该省份为法国东北部内陆省份，北起阿登省，西北接埃纳省，西南接塞纳-马恩省，南至奥布省，东南接上马恩省，东临默兹省。
与维尔日尼接壤的市镇（或旧市镇、城区）包括：图尔布河畔维尔、贝尔济约、库尔泰蒙、马尔米、马西日、米诺库尔-勒梅尼勒莱叙尔吕。

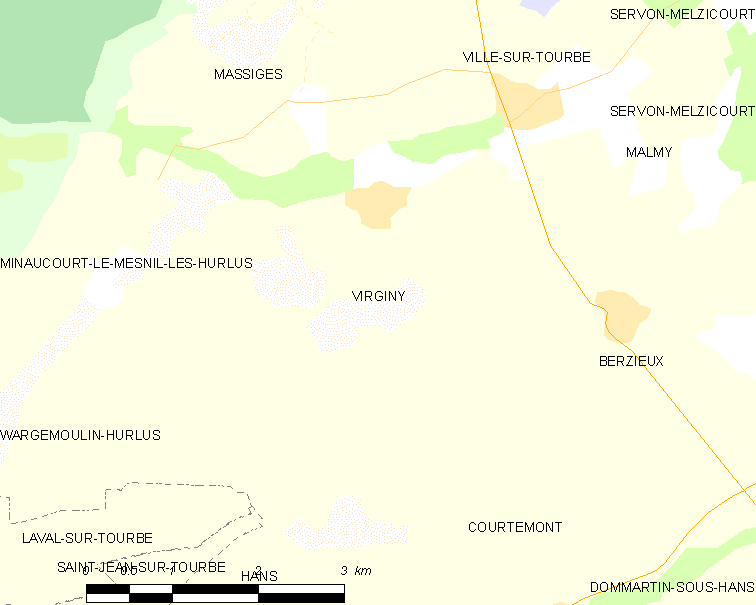
维尔日尼的OSM定位图

维尔日尼的时区为UTC+01:00、UTC+02:00（夏令时）。

## 行政
维尔日尼的邮政编码为51800，INSEE市镇编码为51646。

## 政治
维尔日尼所属的省级选区为阿戈讷-叙普-韦勒县。

## 人口

1962-2008年间维尔日尼人口变化图示

维尔日尼于2022年1月1日时的人口数量为83人。